# São Pedro Velho
São Pedro Velho ist eine Gemeinde (Freguesia) im portugiesischen Kreis Mirandela. In ihr leben 281 Einwohner (Stand 19. April 2021).